# Legal design
 (avril 2023).
La mise en forme du texte ne suit pas les recommandations de Wikipédia : il faut le « wikifier ».
Les points d'amélioration suivants sont les cas les plus fréquents. Le détail des points à revoir est peut-être précisé sur la page de discussion.
- Les titres sont pré-formatés par le logiciel. Ils ne sont ni en capitales, ni en gras.
- Le texte ne doit pas être écrit en capitales (les noms de famille non plus), ni en gras, ni en italique, ni en « petit »…
- Le gras n'est utilisé que pour surligner le titre de l'article dans l'introduction, une seule fois.
- L'italique est rarement utilisé : mots en langue étrangère, titres d'œuvres, noms de bateaux, etc.
- Les citations ne sont pas en italique mais en corps de texte normal. Elles sont entourées par des guillemets français : « et ».
- Les listes à puces sont à éviter, des paragraphes rédigés étant largement préférés. Les tableaux sont à réserver à la présentation de données structurées (résultats, etc.).
- Les appels de note de bas de page (petits chiffres en exposant, introduits par l'outil «  Source ») sont à placer entre la fin de phrase et le point final[comme ça].
- Les liens internes (vers d'autres articles de Wikipédia) sont à choisir avec parcimonie. Créez des liens vers des articles approfondissant le sujet. Les termes génériques sans rapport avec le sujet sont à éviter, ainsi que les répétitions de liens vers un même terme.
- Les liens externes sont à placer uniquement dans une section « Liens externes », à la fin de l'article. Ces liens sont à choisir avec parcimonie suivant les règles définies. Si un lien sert de source à l'article, son insertion dans le texte est à faire par les notes de bas de page.
- La présentation des références doit suivre les conventions bibliographiques. Il est recommandé d'utiliser les modèles {{Ouvrage}}, {{Chapitre}}, {{Article}}, {{Lien web}} et/ou {{Bibliographie}}. Le mode d'édition visuel peut mettre en forme automatiquement les références.
- Insérer une infobox (cadre d'informations à droite) n'est pas obligatoire pour parachever la mise en page.

Pour une aide détaillée, merci de consulter Aide:Wikification.
Si vous pensez que ces points ont été résolus, vous pouvez retirer ce bandeau et améliorer la mise en forme d'un autre article.
Le legal design (conception juridique) est une approche interdisciplinaire qui vise à améliorer l'expérience des utilisateurs dans le domaine juridique. Cette approche combinant les compétences du design et l'expertise juridique. C'est un processus centré sur l'utilisateur qui encourage la collaboration entre les professionnels du droit et d'autres domaines pour trouver des solutions juridiques applicables, sécurisantes et adaptées aux besoins des clients,.
Ses principes fondateurs sont d'être centré sur l'utilisateur, à l'aide d'une approche interdisciplinaire et d'un processus itératif d'expérimentation.

## Histoire
Le Legal Design est apparu au début des années 2010 en réponse aux défis posés par l'augmentation de la complexité juridique et la nécessité d'offrir des services juridiques plus accessibles et compréhensibles. Cette approche a été influencée par le mouvement du design thinking, qui vise à résoudre les problèmes en utilisant les méthodes et les outils du design.
En 2022, LawDesigner, une plateforme SaaS, a vu le jour en tant que premier outil de legal design en ligne. Cet outil aide les spécialistes du droit à élaborer leurs documents en utilisant la méthodologie du legal design, à partir de modèles préétablis.
En 2023, l'EDHEC Augmented Law Institute a publié un référentiel listant les compétences clés pour la pratique du legal design, et a également lancé un programme de formation en ligne certifiant. Les compétences nécessaires pour le Legal Design sont destinées à différents publics :
- Pour les jeunes diplômés en droit, ces compétences sont essentielles pour être embauchés en tant que legal designer ou pour développer leurs compétences en legal design au sein d'une équipe juridique,
- Pour les professionnels expérimentés, ces compétences sont nécessaires pour exceller et progresser dans un rôle de legal designer ou de legalops,
- Pour les managers juridiques et avocats, ces compétences sont importantes pour créer une équipe accessible ayant une communication claire et centrée sur les besoins de ses clients[4].

## Principes
Le Legal Design repose sur plusieurs principes clés :
- Centré sur l'utilisateur : Le Legal Design met l'utilisateur au cœur de la démarche, en se concentrant sur ses besoins, ses attentes et ses préférences.
- Interdisciplinarité : Le Legal Design encourage la collaboration entre les professionnels du droit et d'autres domaines, tels que le design, la technologie et la communication.
- Itération et expérimentation : Le Legal Design implique un processus itératif d'expérimentation, de prototypage et de tests pour affiner et améliorer les solutions juridiques proposées.

## Processus
Le processus de Legal Design se déroule généralement en plusieurs étapes :
- Identification du problème : La première étape consiste à identifier le problème juridique que l'on souhaite résoudre, en se concentrant sur les besoins et les attentes des utilisateurs.
- Recherche et empathie : Cette étape implique de recueillir des informations sur les utilisateurs, leurs besoins et leurs préférences, ainsi que de comprendre le contexte juridique et réglementaire.
- Idéation : Les participants génèrent des idées pour résoudre le problème identifié, en utilisant des techniques de brainstorming et de réflexion créative.
- Prototypage : Les idées sont transformées en prototypes, qui peuvent être des documents, des interfaces ou des services juridiques.
- Test et évaluation : Les prototypes sont testés auprès des utilisateurs pour recueillir des retours et des suggestions d'amélioration.
- Implémentation : Les solutions juridiques sont mises en œuvre et ajustées en fonction des retours des utilisateurs.

## Applications
Le Legal Design peut être appliqué à divers domaines du droit, tels que la rédaction de contrats, la communication de politiques de confidentialité, la résolution des litiges et la conception de services juridiques en ligne. L'objectif est de rendre les informations juridiques plus accessibles, compréhensibles et engageantes pour les utilisateurs.

## Le Legal Design Thinking
Le Legal Design Thinking est un processus en cinq étapes, inspiré des méthodologies enseignées dans les écoles de design et de commerce, qui vise à développer des solutions pour résoudre les problèmes rencontrés par un groupe spécifique de personnes en ce qui concerne le droit, son application et son interprétation.
Fondamentalement, il s'agit d'un processus dans lequel une compréhension approfondie et sincère de l'utilisateur et de son expérience est recherchée avant de s'efforcer de résoudre le problème et de passer à la phase de rédaction.